# 酸味料
酸味料（さんみりょう）は、酸味を与える食品添加物の総称である。

## 主な酸味料
消費者庁が「食品表示基準について」で2020年6月現在、「酸味料」と呼んでいる食品添加物は25種類。
- 酢酸[2]:18,6（同じ物質が主成分の調味料：酢）
- 酢酸ナトリウム[2]:18
- クエン酸[2]:18（同じ物質が主成分の調味料：ポン酢）
- コハク酸[2]:18
- グルコン酸[2]:18
- グルコノデルタラクトン[2]:18
- 酒石酸[2]:18（同じ物質が主成分の調味料等：タマリンド）
- 乳酸[2]:18
- リンゴ酸[2]:18（同じ物質が主成分の調味料等：ルバーブ）
- リン酸[2]:18